# Corin (torrente)
Il torrente Corin (o anche Corino o Marino; a Valmareno conosciuto come la Roi) è un corso d’acqua della provincia di Treviso in Veneto, affluente del fiume Soligo.

## Corso del torrente
Il Corin nasce nelle Prealpi Bellunesi, ai piedi del Passo di Praderadego. Proseguendo il suo corso attraversa Valmareno e continua fino a Follina, dove si getta nel Soligo.

## Ambiente
La qualità delle acque del Corin, perlomeno fino all’inizio del paese di Follina, è buona, e permette la presenza di varie specie tra cui lo scazzone, il ghiozzo padano, la trota fario e il gambero di fiume. Vicino alla sua foce nel Soligo, però, riceve alcuni scarichi della rete fognaria, che ne compromettono la biodiversità. 